# Saul Goodman
James Morgan McGill (também conhecido como Saul Goodman) é um personagem fictício na série de televisão americana Breaking Bad e no spin-off Better Call Saul na rede AMC. Saul (Bob Odenkirk) foi criado por Vince Gilligan e Peter Gould, um roterista da série. Durante a série, ele é o advogado e cumplice de Walter White e Jesse Pinkman. Seu nome é um jogo de palavras para melhor atrair clientes: "[It']s all good, man!" ("Tá tudo bem, cara") vira "Saul Goodman". Ele também é conhecido pelos seus comerciais de baixo orçamento na televisão e anúncios em Albuquerque, com seu slogan "Better Call Saul" ("Melhor ligar pro Saul").